# برگوفورته
بُرگوفورته (به ایتالیایی: Borgoforte) یک منطقهٔ مسکونی در ایتالیا است که در استان منتووا واقع شده‌است. برگوفورته ۳۸٫۹ کیلومتر مربع مساحت و ۳٬۴۱۹ نفر جمعیت دارد و ۱۹ متر بالاتر از سطح دریا واقع شده‌است.